# 全国人民代表大会常务委员会办公厅人事局
全国人民代表大会常务委员会办公厅人事局（简称全国人大常委会办公厅人事局），是全国人民代表大会常务委员会办公厅内设机构。

## 沿革
1987年7月，全国人大常委会办公厅增设新闻局、人事局，形成七局一室的格局。

## 机构设置
- 干部一处[2]
- 干部二处

……

## 历任领导
| 局长 …… - 阎林治（？—？） - 葛振兴（？—？） - 赵中权（2005年3月—2009年7月） - 古小玉（？—？） - 宋锐（？—） 巡视员 …… - 邵勇（？—？） | 副局长 - 张序敏（？—？） …… - 邵勇（？—？，巡视员兼） - 曹炜（？—？） - 陈梦（？—？） - 贾洪梅（？—？） 副巡视员 …… - 孙燕雄（？—？） |